# Plagiolepis sudanica
Plagiolepis sudanica är en myrart som beskrevs av Weber 1943. Plagiolepis sudanica ingår i släktet Plagiolepis och familjen myror. Inga underarter finns listade i Catalogue of Life.